# Carole Sergent
Carole Sergent (Montargis, Département Loiret, 22 januari 1962) is een Franse jazzzangeres.
Sergent studeerde zang aan de CIM (Centre d’informations musicales), bij Christiane Legrand en Laurence Saltiel, en aansluitend aan het ARIAM (Atelier de recherche informatique, architecture et modélisation) van de École nationale supérieure d'architecture in Paris-La Villette. Ze heeft gezongen met bigbands en als soliste (begeleid op de contrabas) en was te horen op talrijke Franse jazzfestivals zoals het Festival Jacques Brel, Jazz Amiens, Jazz Montlouis, Printemps Bourges, Tourtour Paris en Jazz sous les Pommiers. Sinds de jaren 80 was ze te zien in tv-uitzendingen van France Télévisions. Ze heeft verschillende albums gemaakt, zoals Chant du corps (1994), Cherche passion (1997) en Sur ta peau (2004). Haar repertoire vooral uit jazzstandards en liedjes uit Brazilië (Música Popular Brasileira), zoals van Antônio Carlos Jobim, Paulinho da Viola en Nelson Cavaquinho. Maar ze zingt ook eigen werk.